# Година 2000.
Година 2000. (фр. En L'An 2000, такође се преводи као Француска у 21. веку) је француски скуп слика који представља технолошка открића постигнута од 2000. Има их најмање 87, од уметника као што је Жан-Марк Коте. Штампане су 1899, 1900, 1901 и 1910 прво на кутијама од цигарета, а касније као разгледнице. Једини познати скуп разгледница је представљен од стране писца Ајзака Асимова, у делу Дани будућности: Визија деветнаестог века о години 2000.(1986)